# Allonautilus
Allonautilus es un género de moluscos cefalópodos del orden Nautilida que contiene dos especies que difieren significativamente en aspectos de morfología de las otras especies que forman parte del taxón hermano Nautilus. Actualmente se cree que Allonautilus es un descendiente de Nautilus. 

## Hábitat
A. scrobiculatus fue visto con vida en el archipiélago de Bismarck (Nueva Guinea), donde se asocia con Nautilus pompilio. A. scrobicultatus habita en los arrecifes, a una profundidad de entre 150-400 m, y con características de depredador carnívoro y oportunista. Al igual que todas las demás especies vivas de nautilinos, se mueve durante el día a mayor profundidad y tiende a regresar a la superficie por la noche.